# 鲁纳尔·西格特吕格松
鲁纳尔·西格特吕格松（1972年4月7日—），冰岛男子手球运动员。他曾代表冰岛国家队参加2004年夏季奥林匹克运动会手球比赛，结果获得第九名。